# Lamia al-Gailani Werr

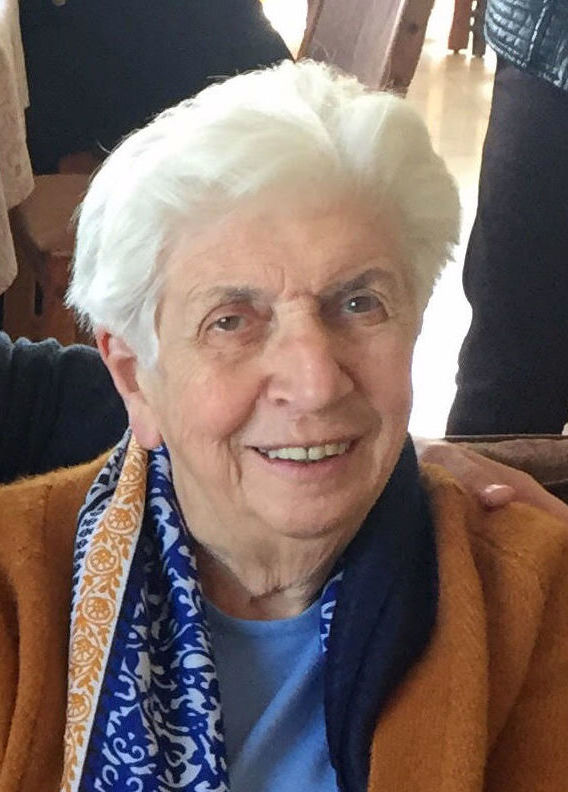
Lamia al-Gailani (16. Januar 2019)

Lamia al-Gailani Werr (arabisch لمياء الكيلاني, DMG Lamyāʾ al-Kailānī; geboren am 8. März 1938 in Bagdad; gestorben am 18. Januar 2019 in Amman) war eine irakische Vorderasiatische Archäologin. Ihr Spezialgebiet war das antike Mesopotamien. Sie war eine der ersten Archäologinnen ihres Landes und galt als „Doyenne“ der irakischen Archäologie.

## Berufliche Biographie
Lamia al-Gailani studierte zunächst ein Jahr lang Jura an der Universität Bagdad, weil sie sich politisch engagieren wollte. Ihre Familie, die das verhindern wollte („They wanted me to be nice, learn English and get married. Full stop“ sinngemäß "Sie wollten, dass ich nett bin, Englisch lerne und heirate. Punkt"), versprach ihr, sie nach England gehen zu lassen, wenn sie das Studienfach wechsele. Daraufhin ging sie nach Cambridge und erlangte dort ihren Bachelor-Grad in Archäologie. 1961 nahm sie eine Tätigkeit als Kuratorin am Irakischen Nationalmuseum auf. In den 1970er Jahren kehrte sie nach Großbritannien zurück, um an der University of Edinburgh ihren Master abzuschließen und anschließend am UCL Institute of Archaeology in London zu promovieren. Ihre Doktorarbeit wurde von Barbara Parker-Mallowan betreut und war eine Untersuchung von altbabylonischen Rollsiegeln im Irakischen Nationalmuseum. Die Dissertation wurde erst 1988 veröffentlicht. Die Kuratorin der Western Asiatic Antiquities im British Museum, Dominique Collon, beschrieb die Arbeit als „prägnante und informative Erörterung“, die als Vorbild für künftige Studien dienen solle. Nach ihrer Promotion im Jahre 1977 blieb al-Gailani in London und arbeitete als Wissenschaftliche Mitarbeiterin am UCL Institute of Archaeology sowie der School of Oriental and African Studies (SOAS).
Immer wieder reiste Lamia al-Gailani in den Irak und bemühte sich darum, dass unter dem Regime von Saddam Hussein der Kontakt zwischen einheimischen Archäologen und der weiteren akademischen Welt aufrechterhalten blieb. 1999 verfasste sie gemeinsam mit Salim al-Alusi auf Arabisch das Buch The First Arabs, eine populärwissenschaftliche Darstellung der Archäologie der frühen arabischen Kultur in Mesopotamien.
Ab 2003 lag der berufliche Schwerpunkt von al-Gailani auf dem Wiederaufbau des Irakischen Nationalmuseums, nachdem es im Zuge des Irakkriegs geplündert und stark beschädigt worden war: „Ein Alptraum, aus dem wir nicht aufwachen“, so beschrieb sie ihre Gefühle. Sie kritisierte die US-amerikanische Regierung scharf, die ihr und anderen Archäologen vor dem Krieg offiziell zugesagt habe, man werde das Museum schützen: „Ich bin zornig und fühle mich persönlich hintergangen.“ In den Kriegswirren gingen allein 5000 Rollsiegel verloren. Regelmäßig äußerte sie sich öffentlich über die Probleme, mit denen das Museum zu kämpfen hat, und kritisierte die nachlässige Einstellung der irakischen Regierung zum Denkmalschutz im Nachkriegs-Irak. Sie war als Beraterin des irakischen Kulturministeriums tätig und in die Wiedereröffnung des Irakischen Nationalmuseums 2015 ebenso involviert wie in die Gründung des Basra Museums im Jahre 2016. Sie beriet die Autorinnen der Filmdokumentation Gertrude Bell – Briefe aus Bagdad (2018).
Zum Zeitpunkt ihres Todes im Jahre 2019 bildete al-Gailani mit der Unterstützung des Metropolitan Museum in New York irakische Kuratoren aus und kuratierte eine geplante Ausstellung für das Museum in Basra. Zudem arbeitete sie an zwei Büchern, eines über die Geschichte des Irakischen Nationalmuseums, ein weiteres über die königliche irakische Familie.

## Persönliches

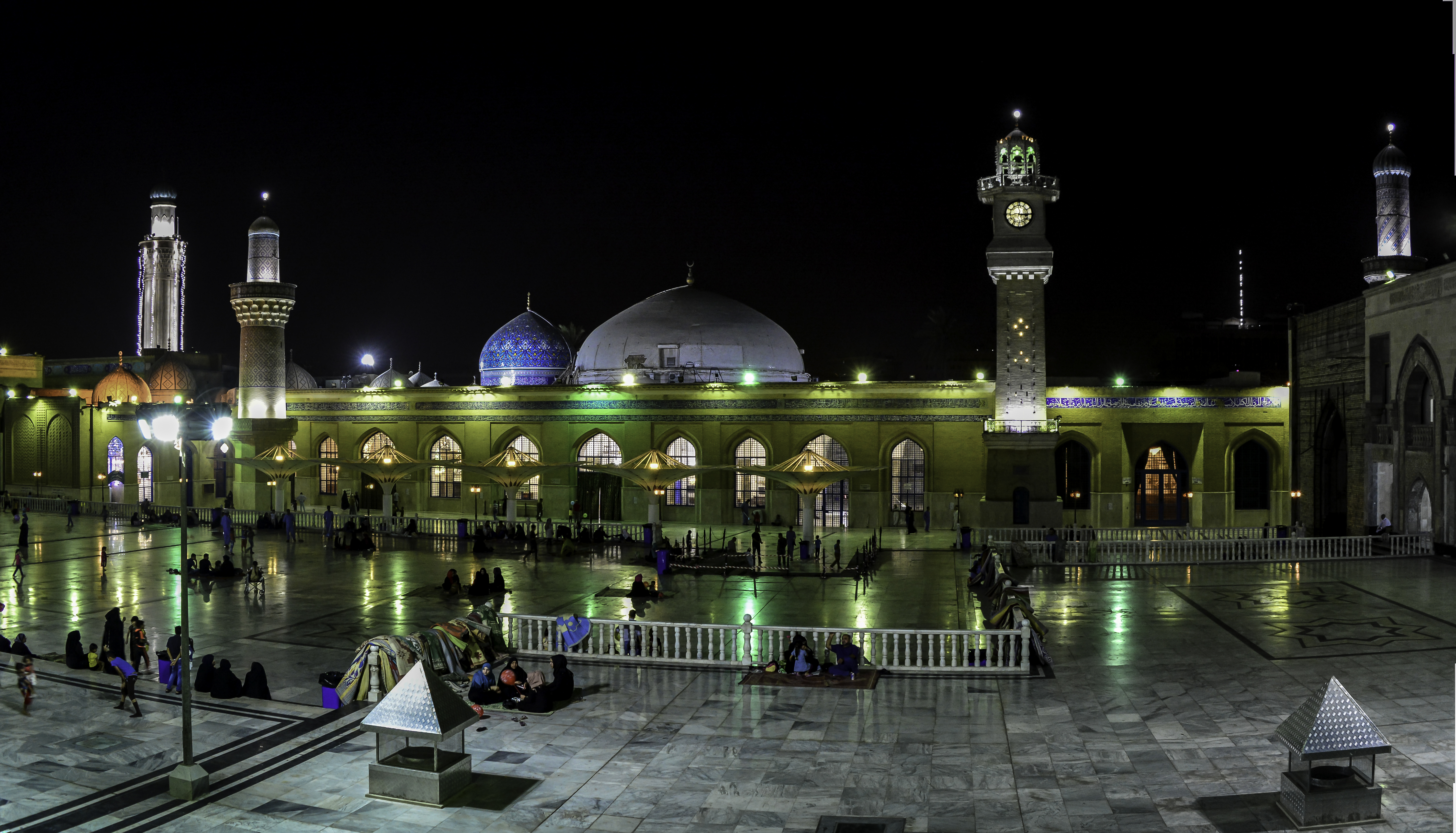
Das Mausoleum, in dem Lamia al-Gailani bestattet ist

Lamia al-Gailani entstammte einer prominenten irakischen Sufi-Familie. Ihre Eltern waren Madiha Asif Mahmud Arif-Agha und Ahmad Jamal Al-Din Al-Gailani. Unter ihren Vorfahren befanden sich ʿAbd al-Qādir al-Dschīlānī, der Gründer des Qādirīya-Ordens im 12. Jahrhundert, und Sayyid Abd ar-Rahman al-Haidari al-Gaibani, von 1920 bis 1922 erster Ministerpräsident des Irak.
Al-Gailani war zwei Mal verheiratet. Ihr erster Ehemann war ihr Cousin Abd al-Rahman Al-Gailani, ein irakischer Historiker der frühen islamischen Architektur und Bildhauer. Nach der Scheidung heiratete sie 1976 ihren zweiten Mann, George Werr († 2003), einen christlichen Geschäftsmann aus Jordanien, mit dem sie in London lebte. Als sie vor der Eheschließung mit Werr gefragt wurde, was ihre muslimische Familie dazu sage, antwortete sie: „Sie werden darüber hinwegkommen.“ Sie hat drei Töchter, von denen die Tochter Noorah al-Gailani (aus erster Ehe) Kuratorin der Abteilung Islamic Civilisations in den Glasgow Museums ist (Stand 2019).
Lamia al-Gailani Werr starb am 18. Januar 2019 im Alter von 80 Jahren in der jordanischen Hauptstadt Amman an einem Schlaganfall. Ihr Sarg wurde mit einem langen Trauerzug vom Museum zum Mausoleum von ʿAbd al-Qādir al-Dschīlānī geleitet, wo sie bestattet wurde.

## Ehrungen
Al-Gailani war das einzige lebenslange Ehrenmitglied des British Institute for the Study of Iraq. 2009 wurde sie mit der Gertrude Bell Memorial Gold Medal ausgezeichnet.